# ハシビロガモ
ハシビロガモ（嘴広鴨、Spatula clypeata）は、鳥綱カモ目カモ科ハシビロガモ属に分類される鳥類。

## 分布
北アメリカ大陸やユーラシア大陸の高緯度から中緯度地域で繁殖し、冬季になるとアフリカ大陸北部、北アメリカ大陸南部、ヨーロッパ南部、インド、中華人民共和国南部などへ南下し越冬する。
日本では冬季に越冬のため飛来し（冬鳥）、北海道で少数が繁殖する。

## 形態
全長43-56センチメートル。翼長オス22.5-24.5センチメートル、メス22-22.5センチメートル。翼開張70-85センチメートル。体重0.4-1.1キログラム。次列風切の光沢（翼鏡）は緑色。
嘴は幅広く、和名の由来になっている。英名shovelerもシャベル型の嘴に由来する。後肢は橙色。
卵は長径5.2センチメートル、短径3.7センチメートルで、殻は淡黄褐色。
オスは雨覆が青灰色。虹彩は黄色。繁殖期のオスは頭部が光沢のある暗緑色、胸部や腹部側面の羽衣、尾羽は白い。体側面から腹部の羽衣は赤褐色で、尾羽基部を被う羽毛（上尾筒、下尾筒）は黒い。嘴は黒い。
メスは雨覆が灰色で、虹彩は褐色。非繁殖期のオス（エクリプス）やメスは全身の羽衣が褐色で、黒褐色の斑紋が入る。嘴は褐色で、外縁が橙色。嘴には黒い斑点が入る。

## 生態
繁殖地では開けた草原に生息し、越冬地では河川、湖沼、池などに生息する。越冬地では数羽から十数羽の群れを形成するが、数十羽の群れを形成することもある。
食性は植物食傾向の強い雑食で、種子、プランクトン、昆虫、軟体動物、魚類などを食べる。属内では動物食傾向が強く、カイアシ類、ワムシなどの動物食を食べる比率が30%以上に達することもある。水面に嘴をつけて水ごと食物を吸い込み、嘴で食物だけを濾し取り水だけを吐き出して採食を行う。
繁殖形態は卵生。5-7月に水辺にある草本の丈が短い草原に、枯れ草などを組み合わせた直径20-30センチメートルに達する巣をメスが作る。7-14個の卵を産む。メスのみが抱卵し、抱卵期間は22-28日。雛は孵化してから40-45日で飛翔できるようになり独立する。生後1年で性成熟する。

## 関連画像

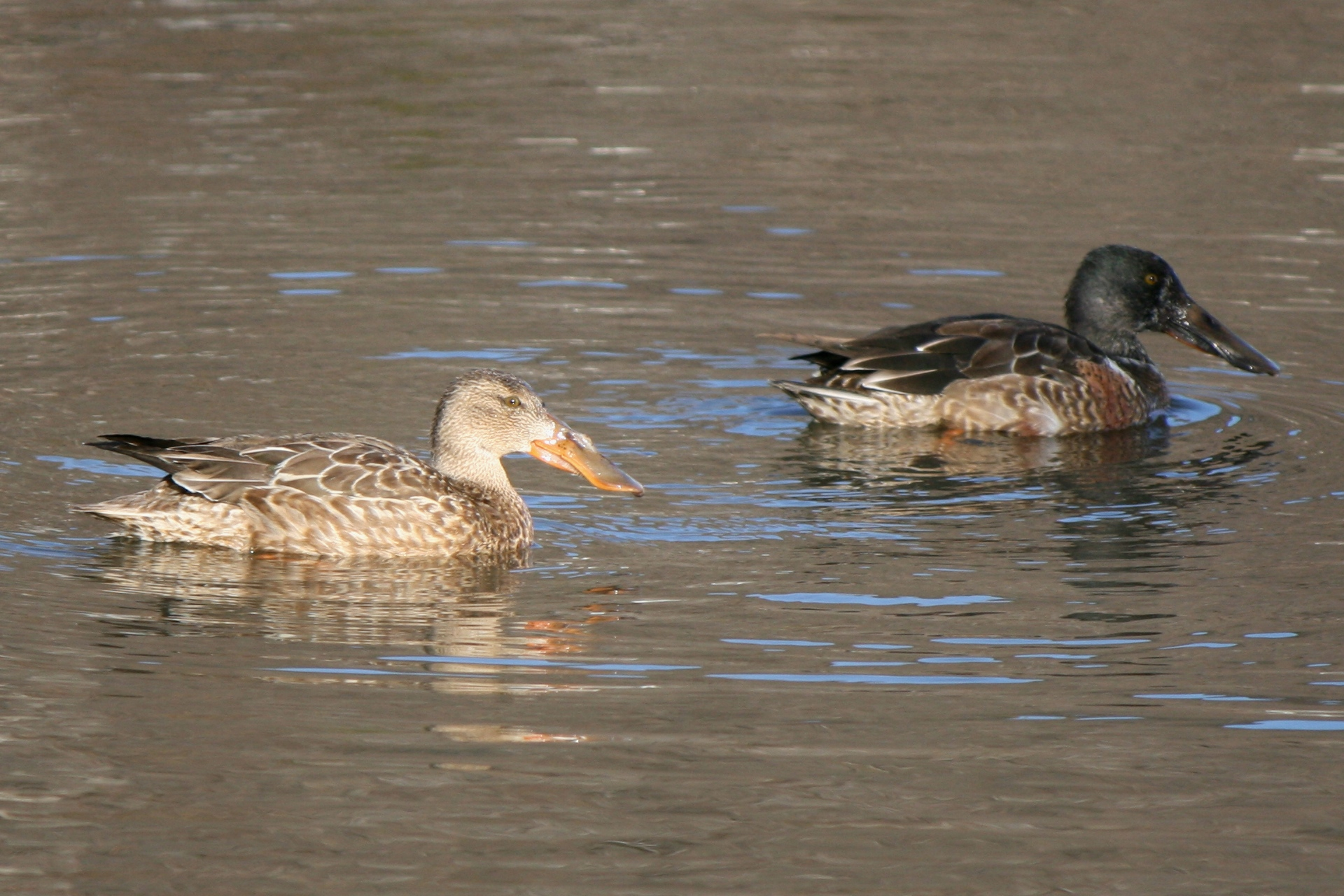
メス（左）とエクリプス（右）
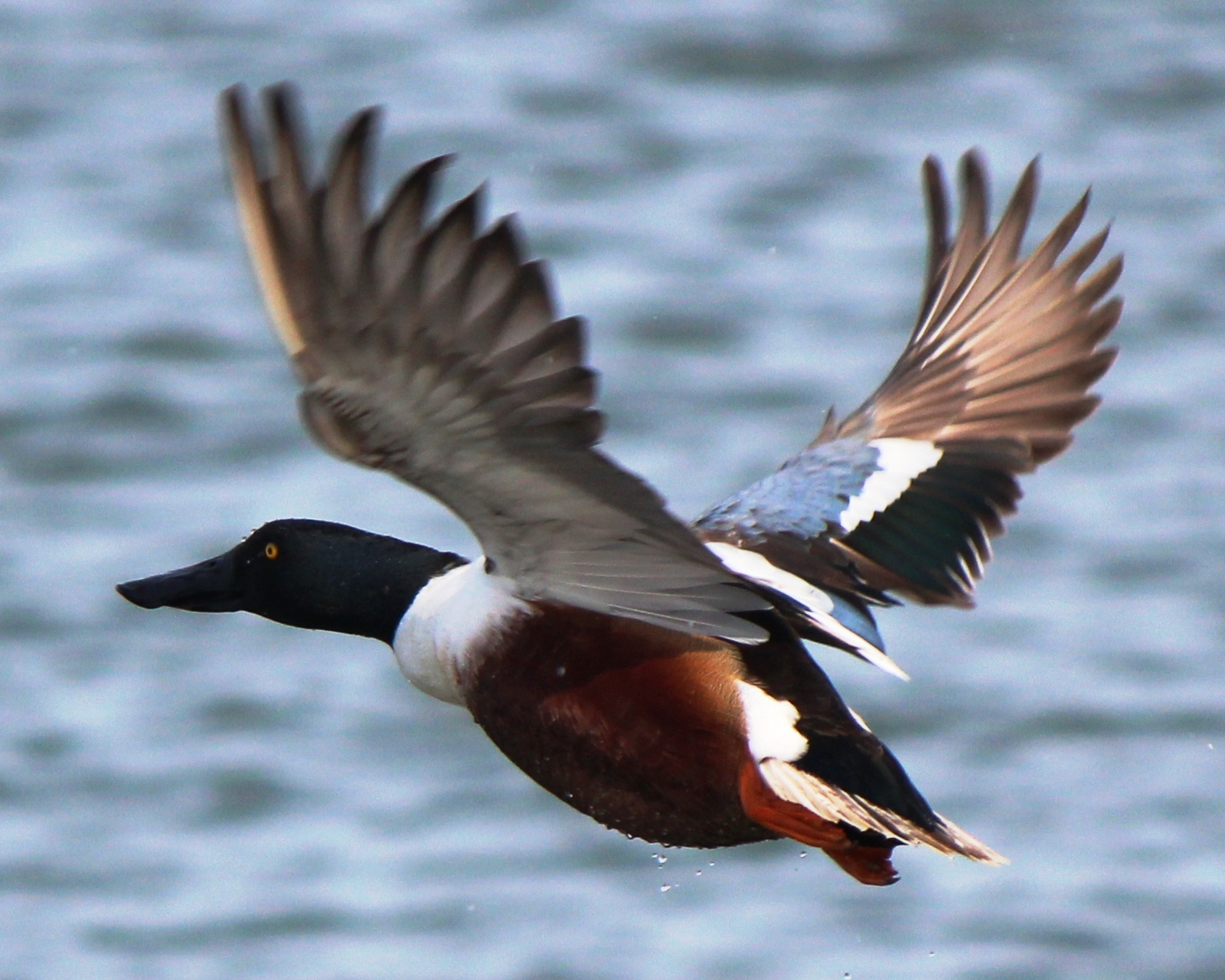
翼を広げたオス
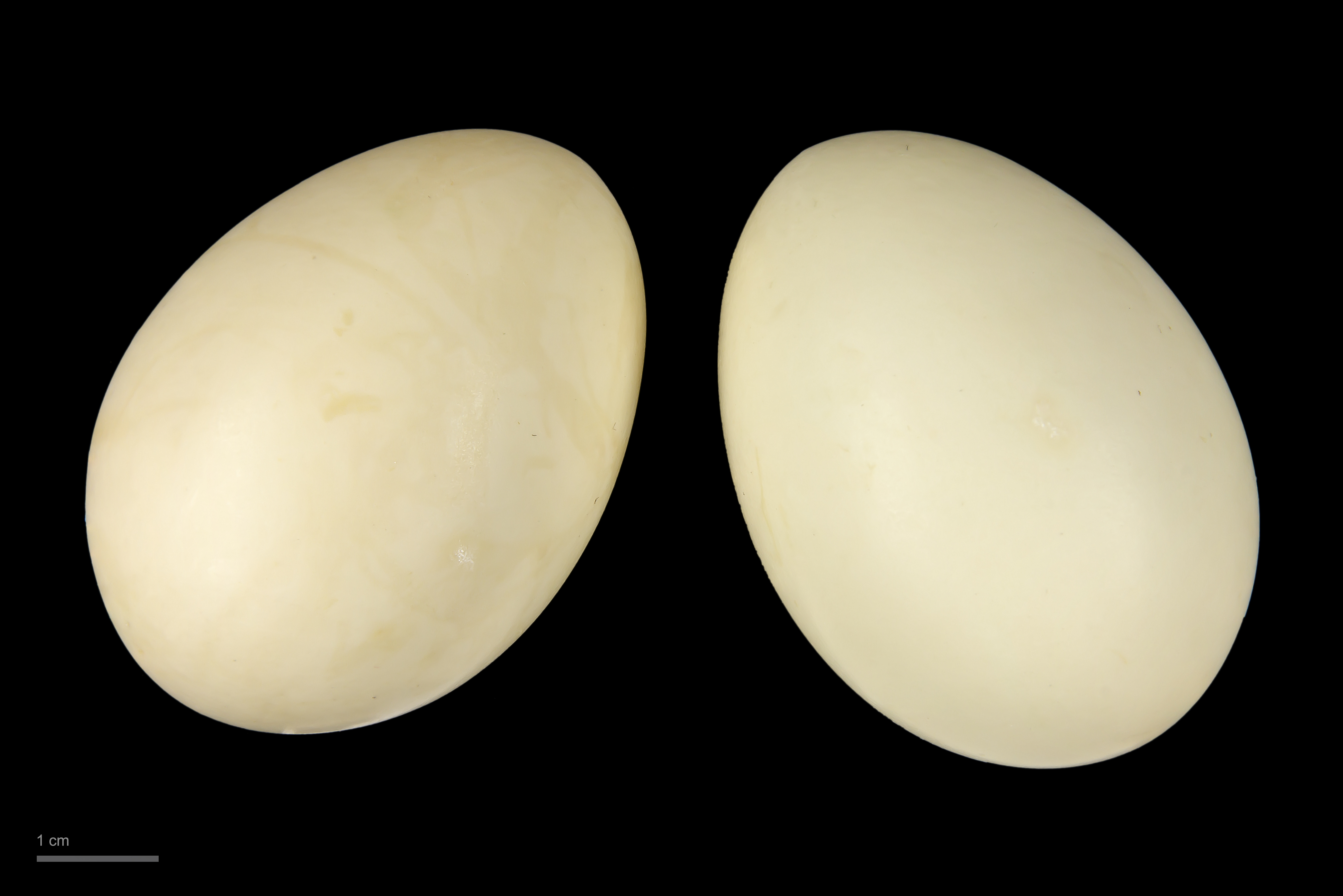
Museum specimen -